# 프랑수아엘리 뱅상
프랑수아엘리 뱅상(프랑스어: François-Élie Vincent, 1708년 6월 20일~1790년 3월 28일)은 프랑스의 초상화 미니어처 화가이다.
스위스 제네바에서 태어난 뱅상은 파리로 이사하여 그림을 그리며 제자들을 가르쳤다. 그의 제자들 중에는 유명한 화가이자 신고전주의 운동의 지도자였던 그의 아들 프랑수아앙드레 뱅상과 파리 왕립 회화 조각 아카데미에 들어간 최초의 여성 화가이자 며느리인 아델라이드 라빌유기아르가 있다.

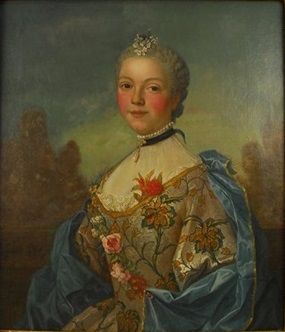
샤스노프 부인(Madame de Chassunof), 1753년